# Ваља луј Јован
Језеро Ваља луј Јован (рум. Valea lui Iovan) или Јованул (рум. Iovanul) је вештачко језеро на реци Черни које се налази на западу Румуније.

## Карактеристике
Језеро Ваља луј Јован је настало преграђивањем реке Черне низводно од ушћа реке Ваља луј Јован (или Јован) по којој је језеро и добило име. Смештено је између планинских масива Годеану на југоистоку и планина Мехединци на северозападу на висини од 685 метара. Низводно од језера налази се село Черна-Сат, а административно припада округу Горж. Површина језера износи 292 хектара, а запремина 124 милиона кубних метара.
Језеро је формирано 70-их година прошлог века ради производње електричне енергије, водоснабдевања становништва и наводњавање.
Током риболовне сезоне у језеру се најчешће пеца мрена, пастрмка и клен. Језеро је део националног парка „Домоглед-Долина Черне”.